# Zegrze

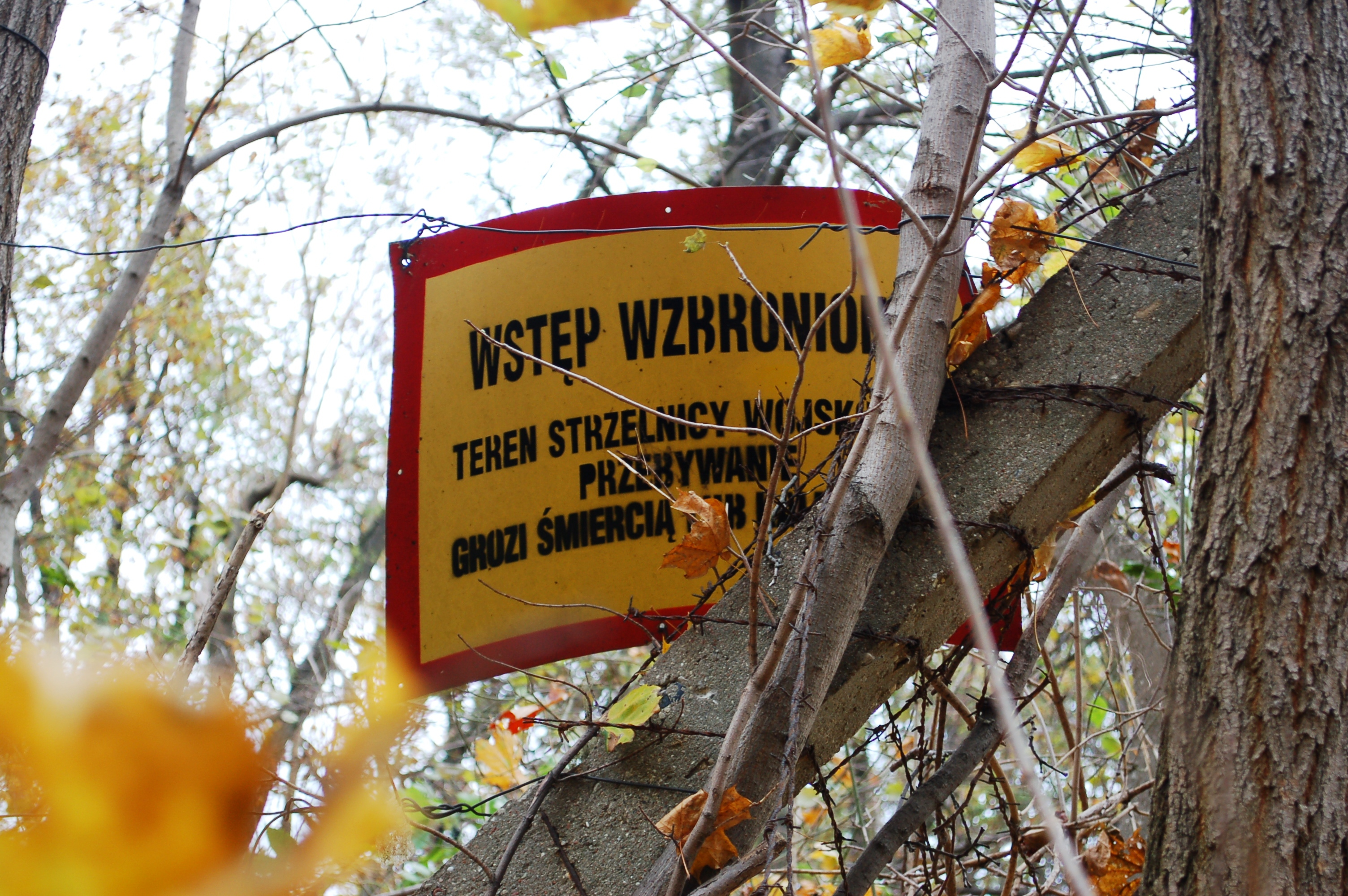
Seit dem 15. Jahrhundert war der Flussübergang in Zegrze von militärischer Bedeutung. Auch heute noch befindet sich hier eine Garnison

Zegrze ist ein Dorf in Polen mit knapp 1000 Einwohnern. Es liegt rund 28 km nördlich von Warschau in der Woiwodschaft Masowien. Die Ortschaft gehört zum Powiat Legionowski und der Stadt- und Landgemeinde Serock. Die Ortschaft ist von dort stationierten Militäreinrichtungen sowie einem seit den 1960er Jahren bestehenden Stausee geprägt, der Zegrze vor allem in den Sommermonaten zu einem beliebten Tourismusziel macht.

## Lage

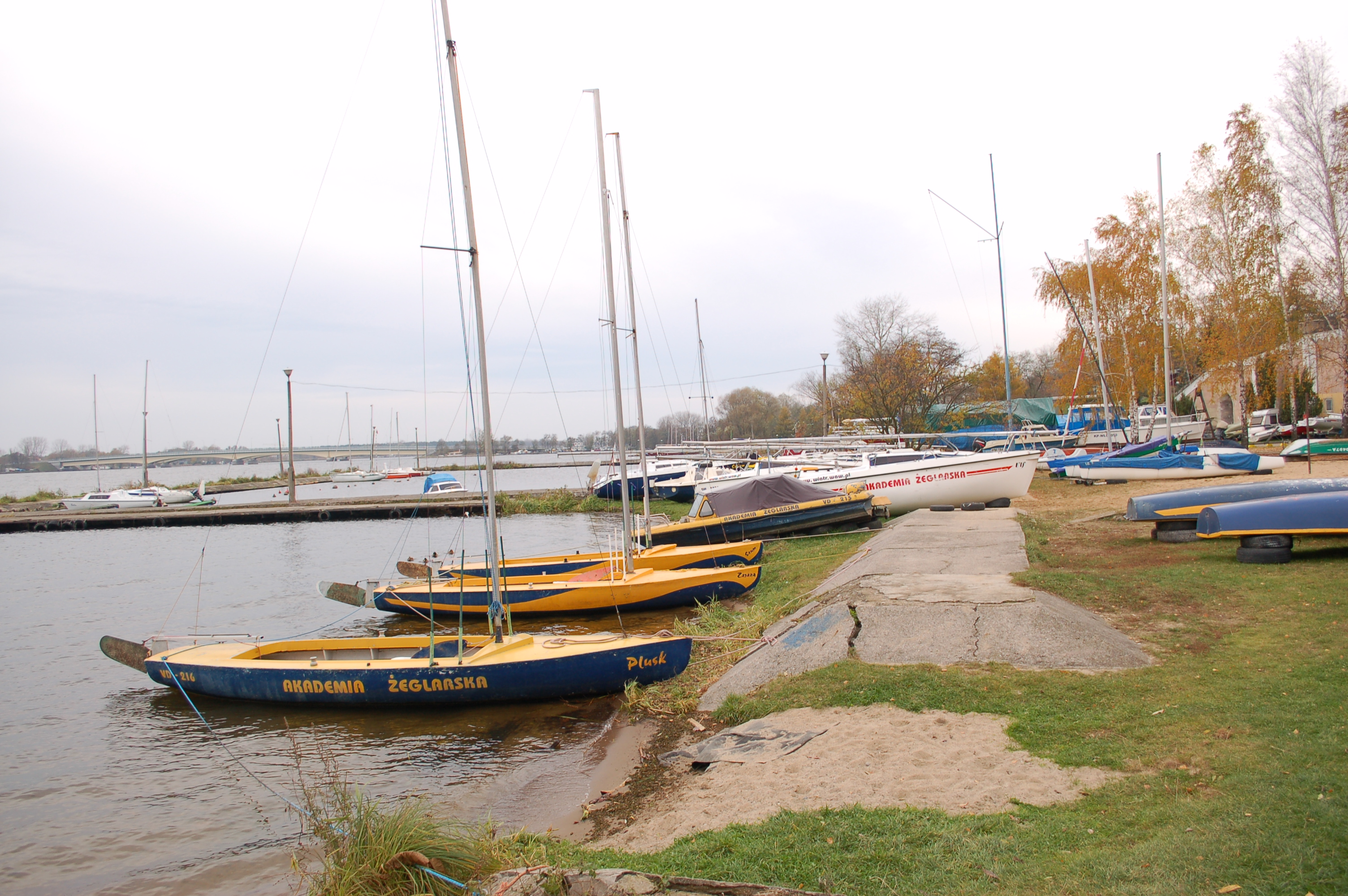
Der Stausee im Einzugsbereich Warschaus ist Heimat vieler Segelvereine geworden

Zegrze gehörte früher zur ehemaligen Provinz Warschau. Die Ortschaft wird durch den Zegrze-Stausee in zwei Teile geteilt: Zegrze Nord (Zegrze Północne) und Zegrze Süd (Zegrze Południowe). Der See entstand nach Aufstauung der Narew im Jahr 1963 am rund acht Kilometer entfernten Dębe-Staudamm. Zwischen dem See und Żerań-Hafen in Warschau verbindet der 19 Kilometer lange Żerań-Kanal die Flüsse Narew und Weichsel. Die Ortschaft wird von Norden nach Süden von der hier vierspurig ausgebauten Fernstraße Nr. 61 durchschnitten.

## Geschichte
Im 14. Jahrhundert bestand hier eine Siedlung, die auf einen Narew-Übergang Zoll erhob. Diese Zollstation war leicht befestigt. Später erhielt Zegrze Stadtrechte. Im 18. Jahrhundert wurde eine Kirche errichtet. 1847 baute die Magnatenfamilie Krasiński, der die Ortschaft gehörte, oberhalb des Nordufers einen Palast, der später durch Heirat an Maciej Radziwiłł fiel.
Ab Beginn des 19. Jahrhunderts entwickelte Zegrze sich wegen einer hier entstandenen Holzbrücke über den Narew zu einer militärstrategisch wichtigen Ortschaft. Im Mai 1831 legten polnische Truppen im Rahmen des Novemberaufstands einen leicht befestigten Brückenkopf bei Zegrze an. Im Jahr 1873 beschloss die zaristische Regierung im Weichselland den Bau einer Festungsanlage, um die Brücke verteidigen und die ältere Festung in Modlin aus ostwärtiger Richtung decken zu können. Von 1892 bis 1895 entstanden in Zegrze außergewöhnliche Befestigungsanlagen, die bis heute gut erhalten sind. Die Festung Zegrze mit ihren zwei starken Werken (Große Feste und Kleine Feste) war Teil der Festung Großraum Warschau und nach damaligem Stand der Technik bereits komplett aus Beton gebaut. Außerdem wurden südlich wie nordwärts der Narew Kasernen – vorwiegend aus Ziegelstein – errichtet. Der Radziwiłł-Palast wurde nun zum Sommersitz des russischen Festungskommandanten des Großraums. Auch der General-Gouverneur von Warschau, Konstantin Maximowitsch verlegte 1905 seine Residenz in den Palast. Im Sommer 1915 marschierte die deutsche 85. Landwehr-Division während des Ersten Weltkriegs in Zegrze ein.
1996 wurde mit dem Bau der neuen Garnisonskirche begonnen. Im Jahr 2003 wurde eine moderne Brücke über den Stausee gebaut. Sie ersetzte eine nach dem Zweiten Weltkrieg errichtete Brücke. Die Brückenpfeiler einer von den russischen Behörden 1894 bzw. 1897 errichteten Brücke sind noch heute – mittlerweile vom Stausee umspült – zu sehen.
Ein weiterer Palast in der Umgebung ist der ab 1896 errichtete Radziwiłł-Palast in Jadwisin. Im nahegelegenen Zegrzynek wurde der polnische Künstler Jerzy Szaniawski geboren.

## Zegrze Heute
Der Stausee ist heute ein beliebter Ausflugsort. Rund um den See haben sich Segel- und Windsurfschulen wie auch Ferienhausanlagen, Campingplätze und Hotels eingerichtet. Im Sommer liegen rund 1500 Boote am See. Der polnische Olympiasieger Mateusz Kusznierewicz lernte hier Segeln. Im Nord- wie im Südteil der Ortschaft befinden sich Gebäude und Anlagen der polnischen Fernmeldetruppe. Hier ist das „Schulungszentrum für Fernmeldetechnik und Informatik“ (Centrum Szkolenia Łączności i Informatyki) untergebracht. Der frühere Radziwiłł-Palast wird heute ebenfalls zu Hotel- und Restaurantzwecken genutzt.

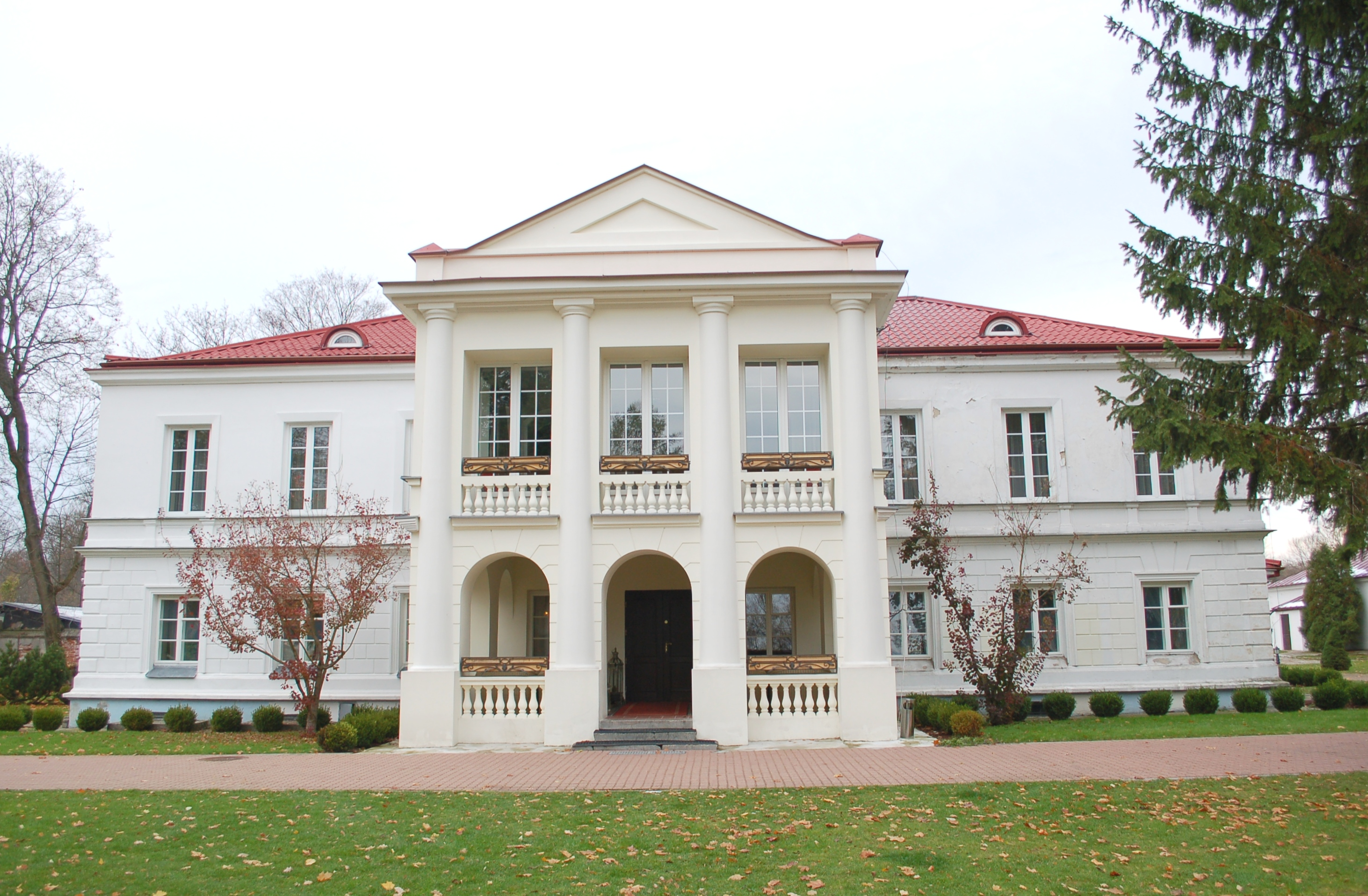
Der ehemalige Radziłł-Palast
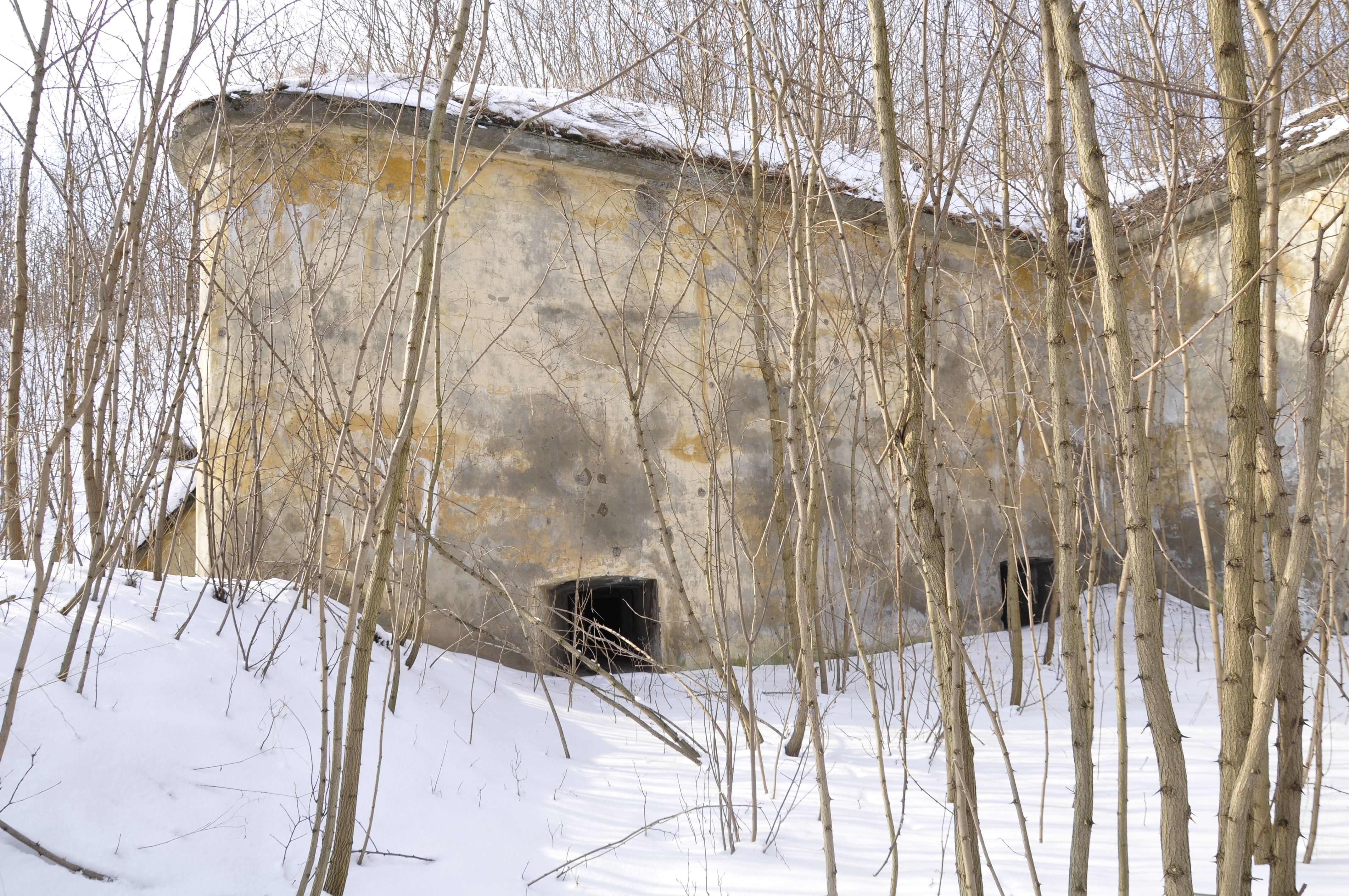
Große Besteigung der Festung
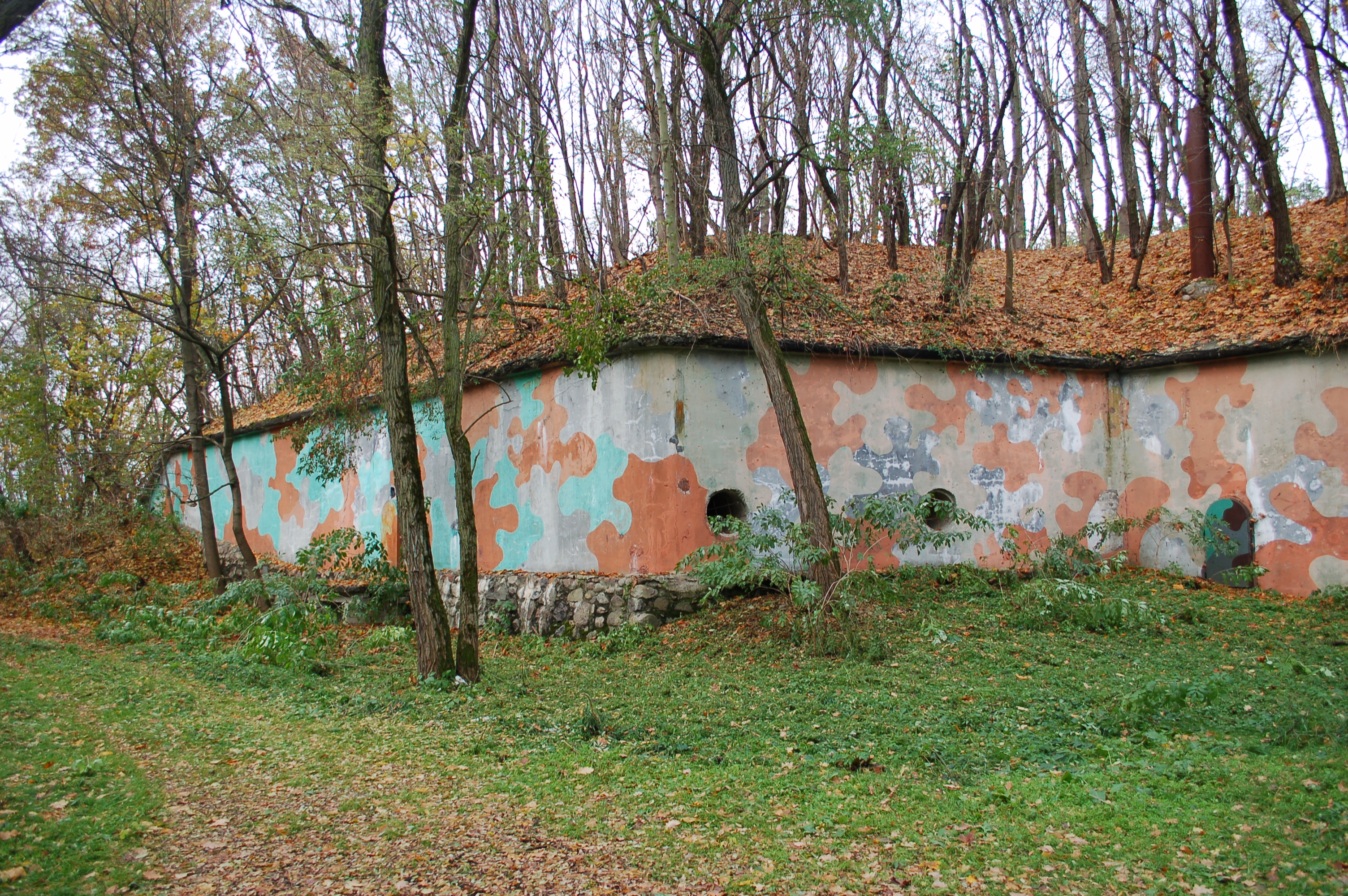
Das kleinere Werk der Festungsanlage
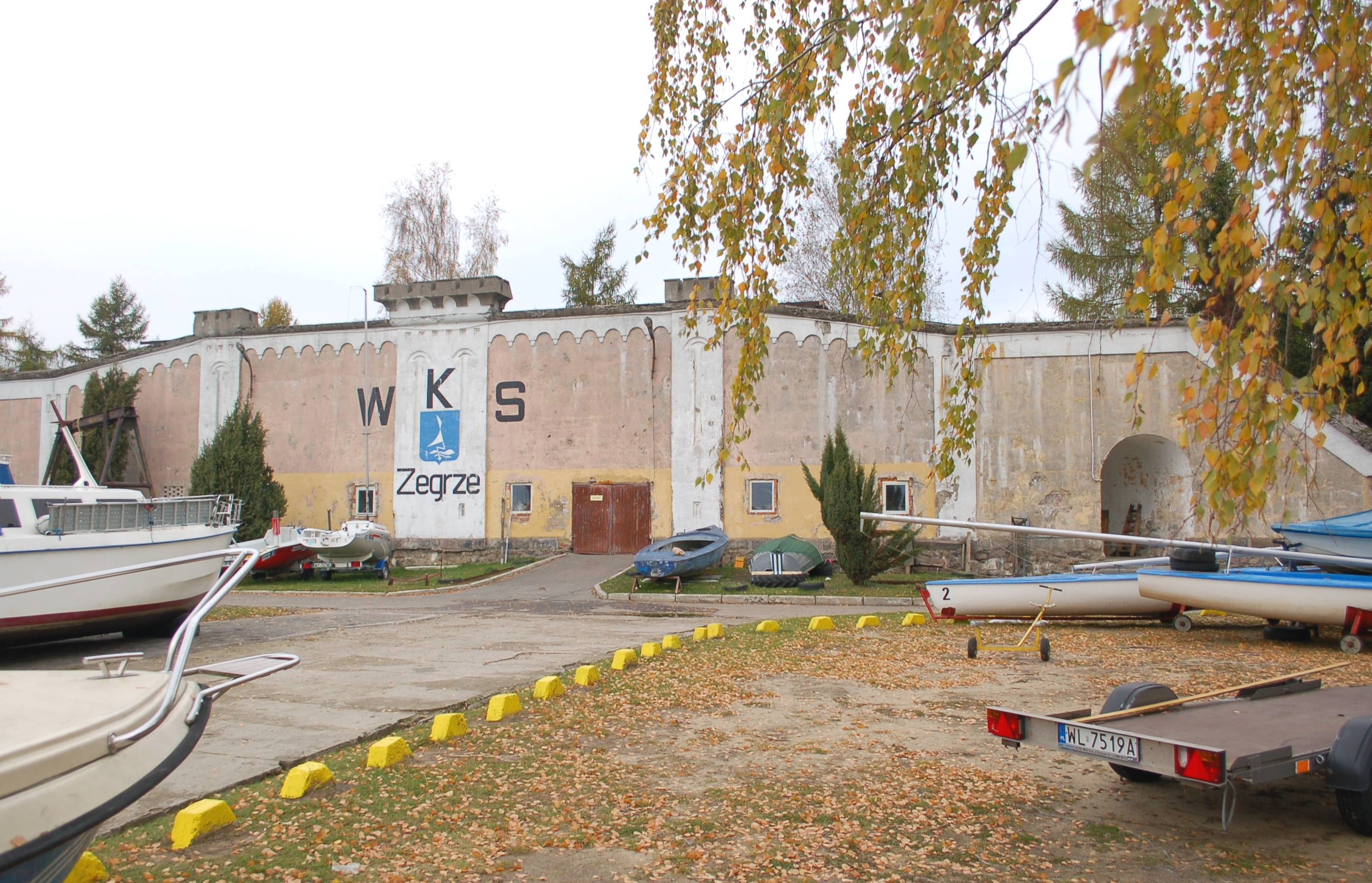
Ein früheres Munitionslager, heute von einem Segelclub genutzt
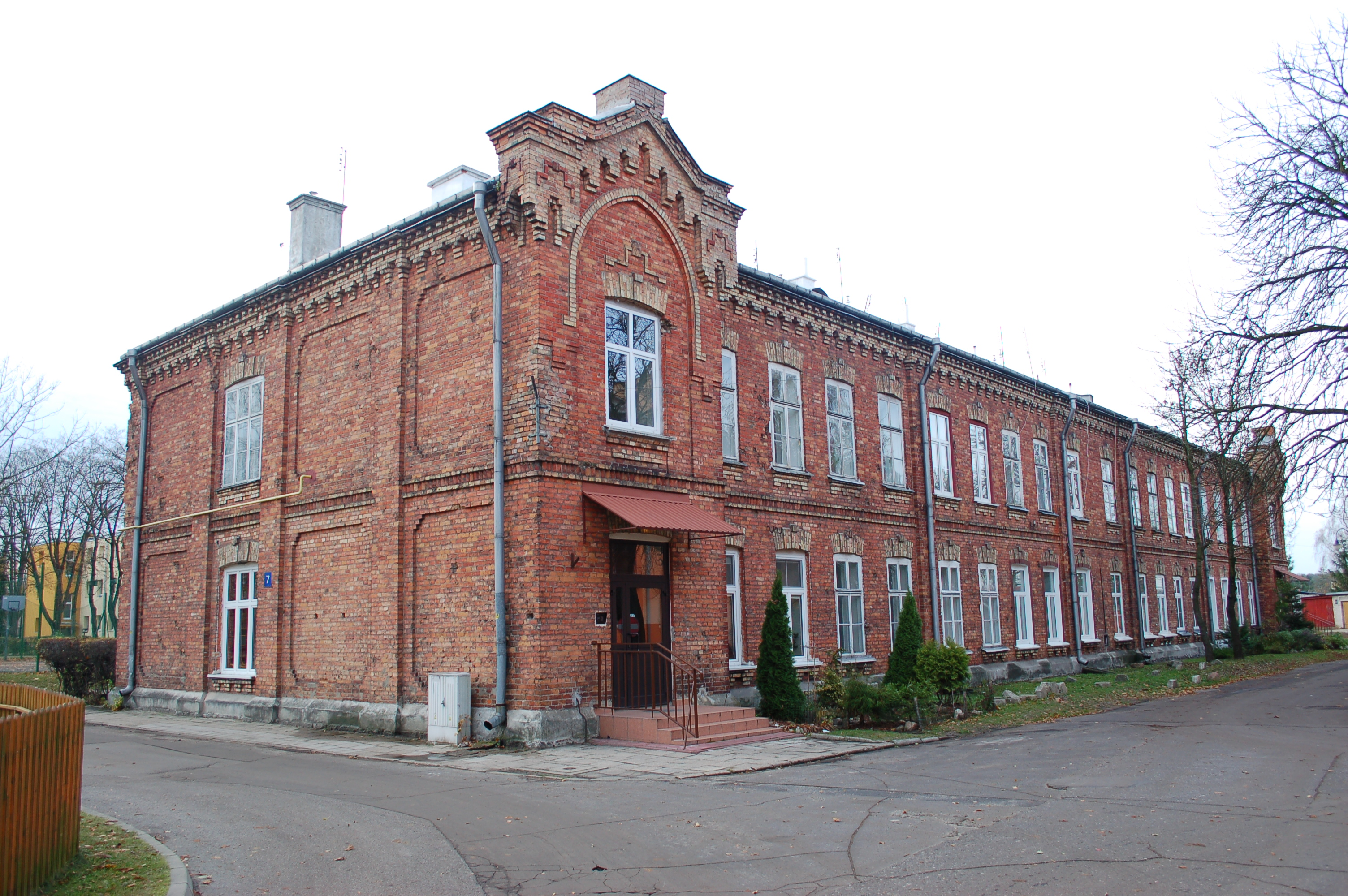
Kasernengebäude vom Ende des 19. Jahrhunderts im Südteil von Zegrze
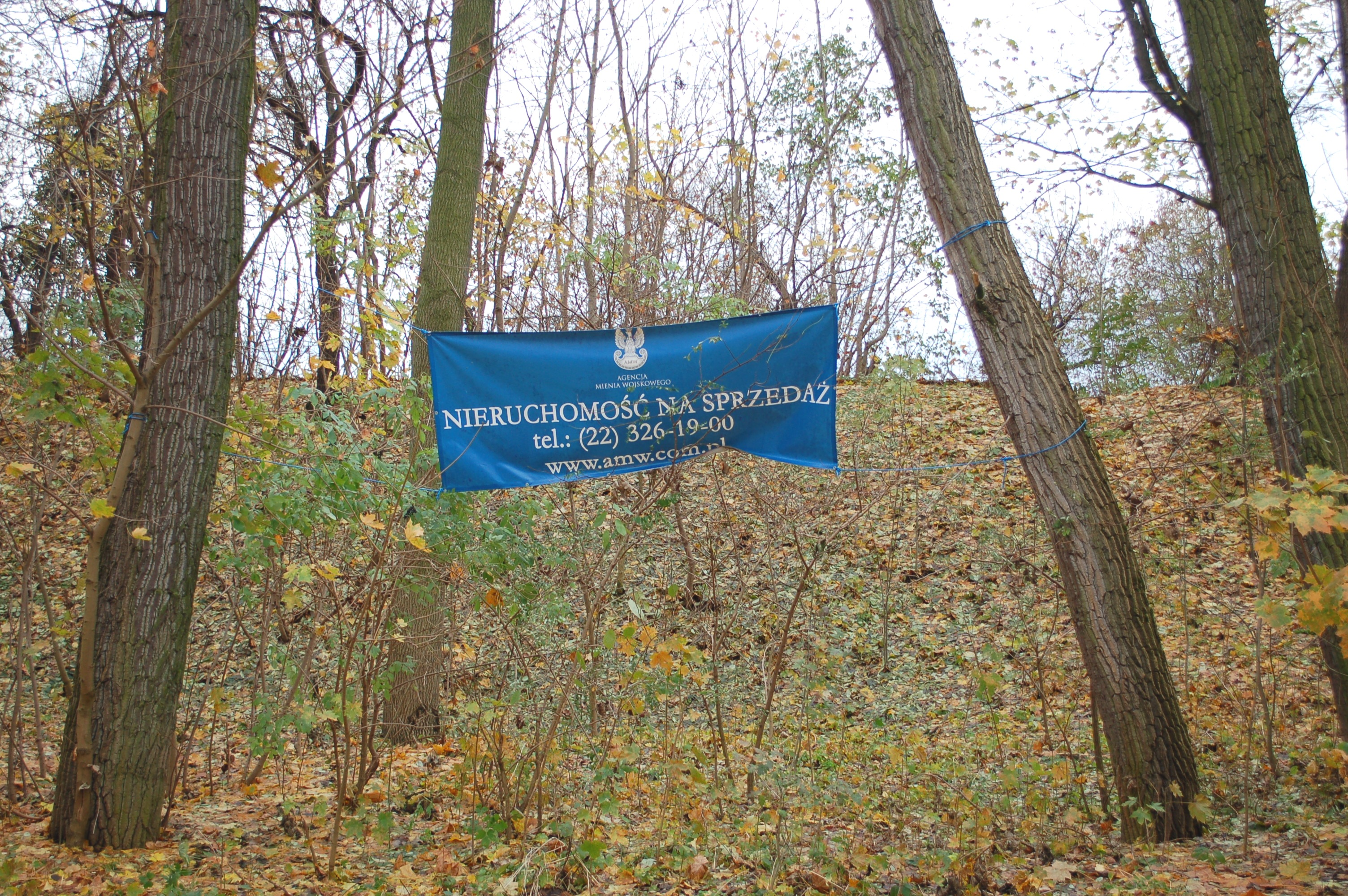
Zu verkaufende Teile der Zegrze-Festungsanlage
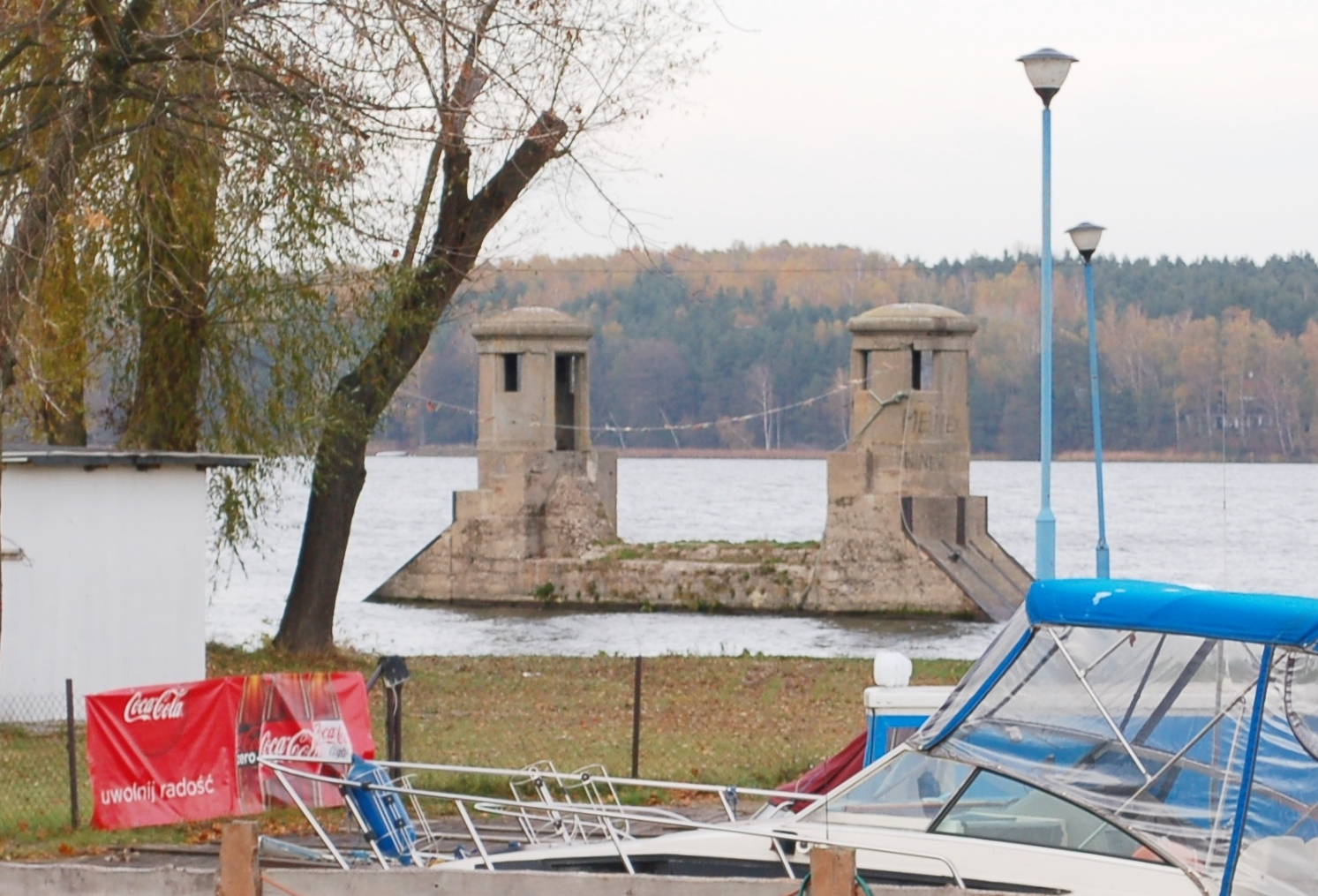
Die heute überspülten Brückenpfeiler der Brücke von 1897
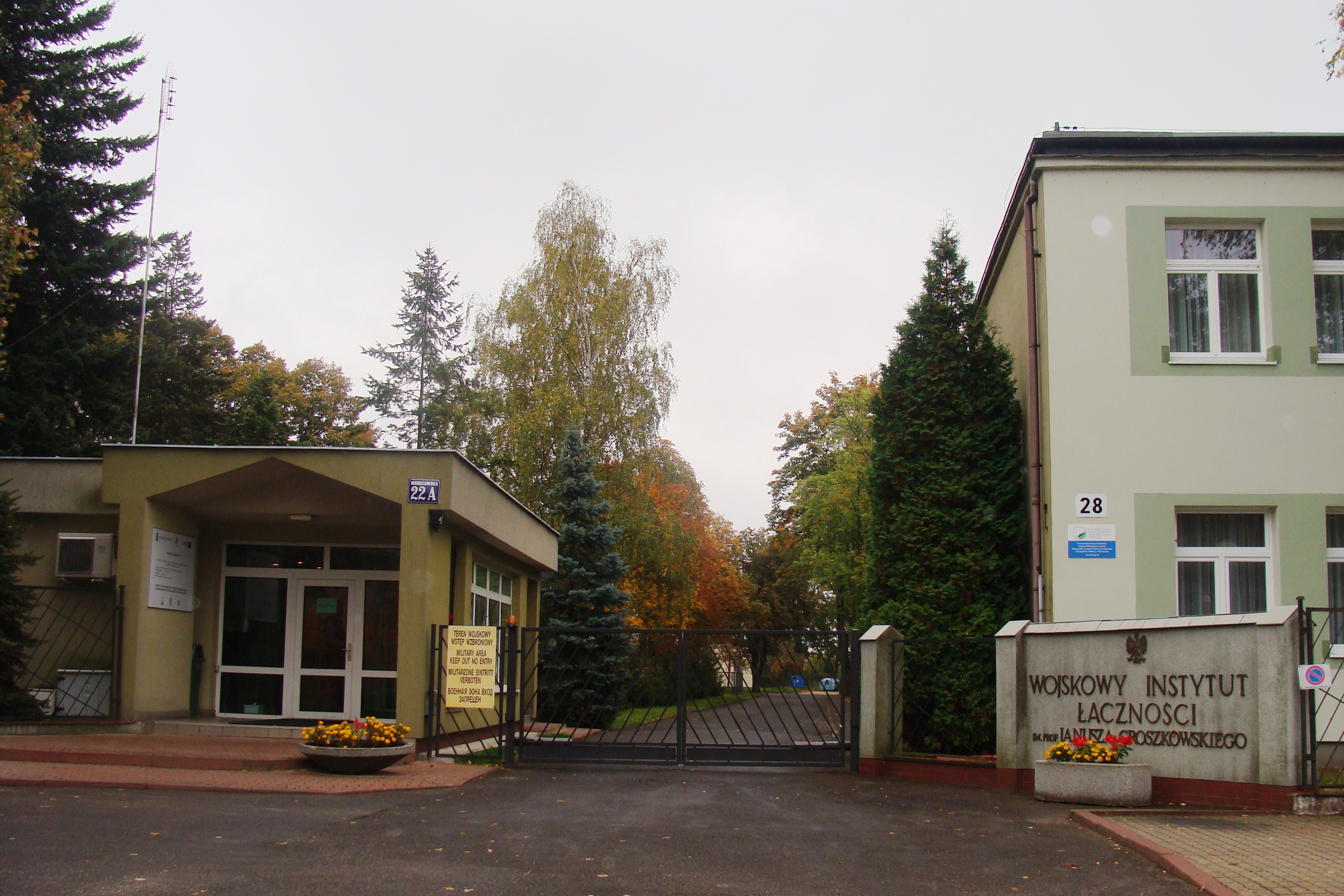
Kaserne der Fernmelder-Ausbildungsschule in Zegrze
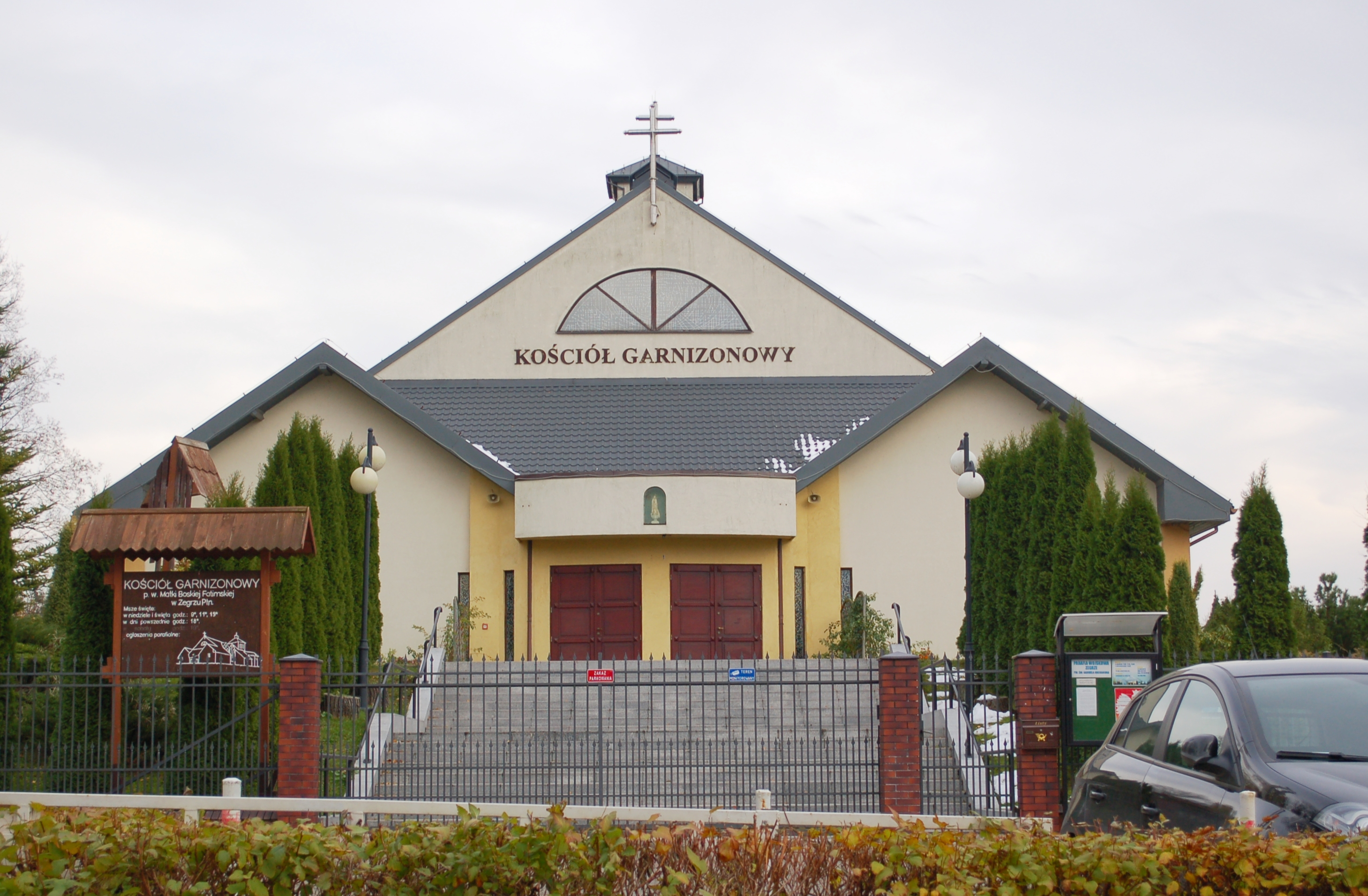
Die moderne Garnisonskirche
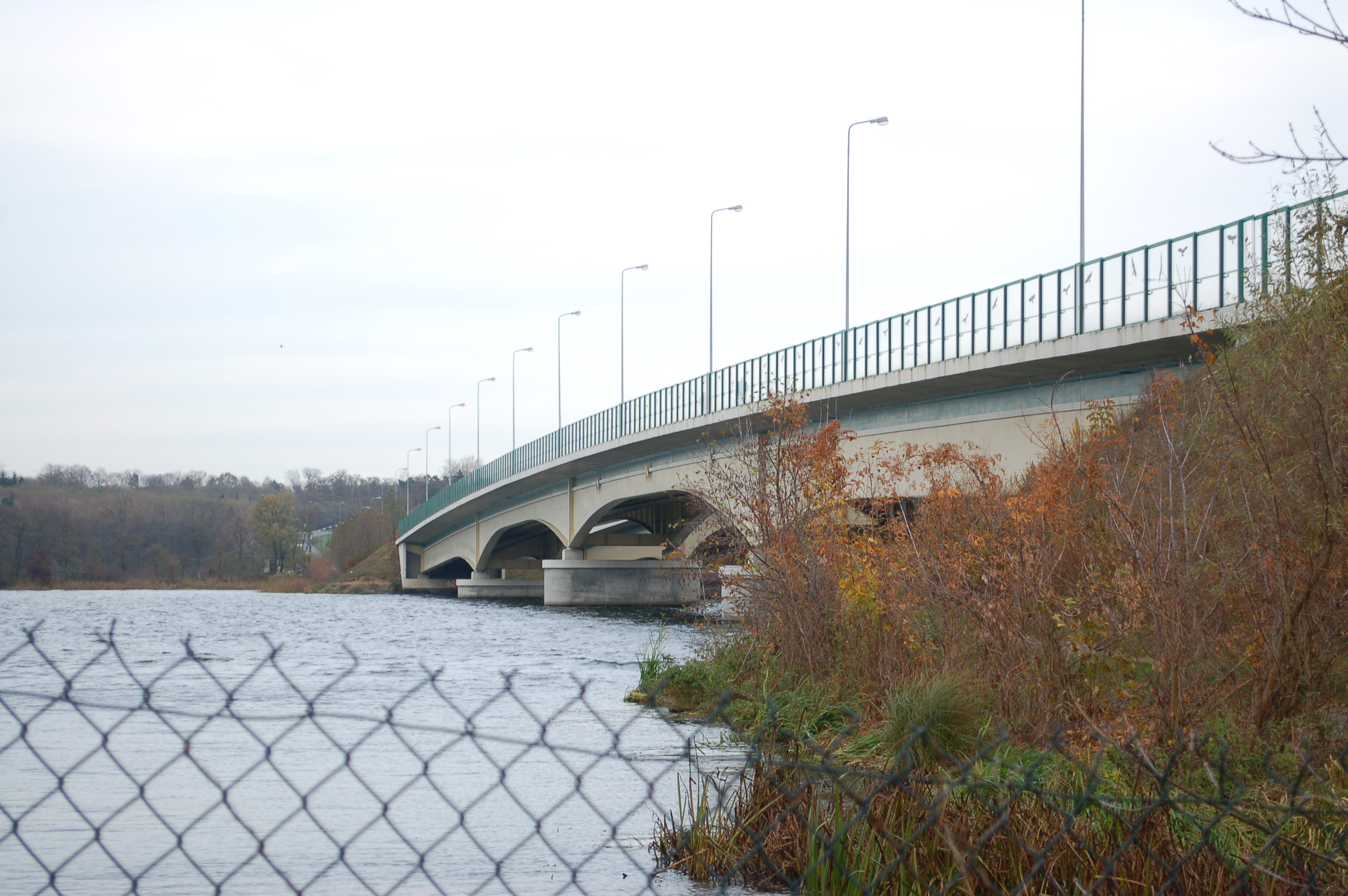
Brückenneubau aus dem Jahr 2003